# Ares Kingdom
Ares Kingdom est un groupe de thrash metal et death metal américain.

## Histoire
Le groupe se forme vers la fin de 1996 à la suite de la rupture du groupe Order from Chaos, avec le guitariste Chuck Keller et le batteur Mike Miller. La première démo est enregistrée et publiée début 1997. Après la sortie, Keller et Miller cherchent d'autres musiciens. Le guitariste Doug Overbay et le chanteur et bassiste Alex Blume rejoignent le groupe en 2001. Le groupe peut alors donner ses premiers concerts. Il travaille pour son premier album qui paraît en décembre 2005. En janvier 2006, l'EP Firestorm Redemption  sort chez Nuclear War Now! Productions avant la sortie du premier album Return to Dust en mai.
En septembre 2007, Nuclear War Now! Productions publie le deuxième EP Failsafe. L'album Firestorms and Chaos paraît en mai 2008. En juin 2008, le groupe se produit en Californie avec Angelcorpse, Gospel of the Horns, Cemetery Urn et Sanguis Imperum. En février 2009, le groupe commence à enregistrer le nouvel album. En octobre, le groupe s'est produit à Calgary, au Noctis III Fest. Un autre concert en dehors des États-Unis suit un mois plus tard sur le NWN! Festival à Berlin. Le groupe passe le reste de l'année dans l'enregistrement de son prochain album intitulé Incendiary. L'album est présenté le 16 janvier 2010.
Le groupe fait ensuite une tournée américaine et participe notamment au Defenders of the Old Fest le 16 octobre 2010 en compagnie de Blood Feast, Tyrant, October 31, Extermination Angel et Sentinel Beast. Le 20 novembre, le groupe se produit à nouveau à Berlin au NWN! Festival en compagnie d'Order from Chaos, Blasphemy, Mystifier, Xibalba, Black Witchery, Proclamation, Blasphemophagher, Bone Awl et Faustcoven.

## Discographie
- Ares Kingdom (démo, 1997, autoproduction)
- Promo 1997 (démo, 1997, autoproduction)
- Chaosmongers Alive (EP, 2003, Agonia Records)
- Return to Dust (2005, démo, autoproduction)
- Firestorm Redemption (2006, EP, Nuclear War Now! Productions)
- Return to Dust (2006, album, Nuclear War Now! Productions)
- Failsafe (2007, EP, Nuclear War Now! Productions)
- Firestorm and Chaos (2008, compilation, Nuclear War Now! Productions)
- Incendiary (2010, album, Nuclear War Now! Productions)
- Veneration (2013, album, Nuclear War Now! Productions)
- The Unburiable Dead (2015, album, Nuclear War Now! Productions)
- Chaosmongers Alive (2016, LP, Nuclear War Now! Productions)
- By the Light of Their Destruction (2019, album, Nuclear War Now! Productions)

## Source de la traduction
- (de) Cet article est partiellement ou en totalité issu de l’article de Wikipédia en allemand intitulé « Ares Kingdom » (voir la liste des auteurs).

1. ↑  Azagtoth, « Ares Kingdom The Unburiable Dead », sur auxportesdumetal.com, 2015 (consulté le 5 mai 2021)
2. ↑  Alexandre Guudrath, Anthologie du Black Metal, vol. 1, Camion Blanc, 2012 (ISBN 2357791861, lire en ligne)